# 大基里爾洛夫斯科耶湖

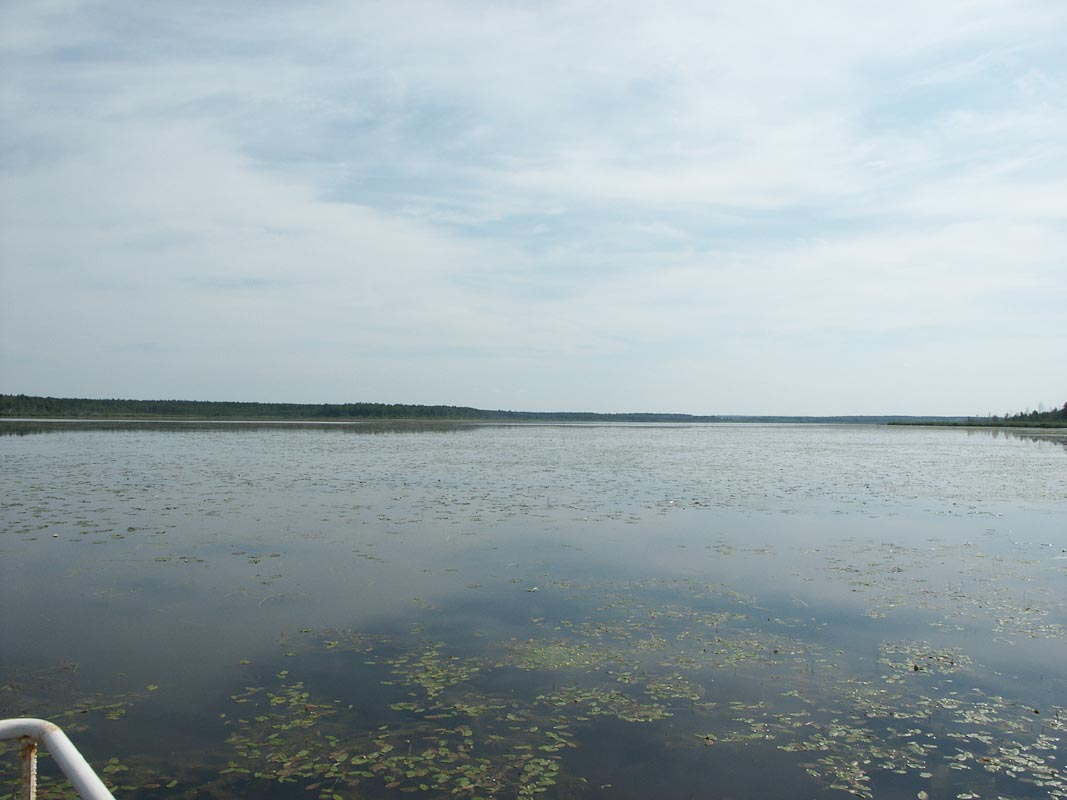

60°28′55″N 29°21′01″E / 60.4819°N 29.3503°E
大基里爾洛夫斯科耶湖（俄语：Большое Кирилловское），是俄羅斯的湖泊，位於該國西北部，由列寧格勒州負責管轄，長3.5公里、寬1.2公里，面積3.5平方公里，平均水深1米，最大水深2米。